# Frisilia
Frisilia is een geslacht van vlinders van de familie Lecithoceridae.

## Soorten
- F. compsostoma Meyrick, 1921
- F. crossophaea (Meyrick, 1931)
- F. chinensis Gozmany, 1978
- F. dipsia Meyrick, 1910
- F. drimyla Diakonoff, 1967
- F. heliapta (Meyrick, 1887)
- F. homalistis Meyrick, 1935
- F. homochlora Meyrick, 1910
- F. melanardis Meyrick, 1910
- F. nesciatella Walker, 1864
- F. notifica Meyrick, 1910
- F. procentra Meyrick, 1916
- F. rostrata (Meyrick, 1906)
- F. sejuncta Meyrick, 1929
- F. senilis Meyrick, 1910
- F. strepsiptila Meyrick, 1910
- F. sulcata Meyrick, 1910
- F. triturata Meyrick, 1914
- F. verticosa Meyrick, 1914